# Emiliano Armenteros
Emiliano Daniel Armenteros (Buenos Aires, 18 gennaio 1986) è un ex calciatore argentino con passaporto italiano, di ruolo centrocampista.

## Carriera

### Club
Ha giocato in Argentina con il Banfield e l'Independiente. Il Siviglia lo ha portato in Europa nel 2008 e lo ha ceduto in prestito prima allo Xerez e poi al Rayo Vallecano. Ha segnato il primo gol nella massima serie spagnola della storia dello Xerez, che a fine stagione è retrocesso in Segunda. Nella stagione 2010-2011 con 20 gol in 37 partite contribuisce alla promozione in massima serie del club di Madrid. Nell'estate del 2011 torna al Siviglia ma, dopo una serie di prestazioni scialbe, la squadra andalusa decide di tornare a cederlo in prestito al Rayo Vallecano nel mercato di gennaio del 2012. Il 6 luglio 2012 Armenteros viene ceduto all'Osasuna, siglando un contratto di tre anni, e con una clausola rescissoria di 5 milioni di euro. Alla fine dell'esperienza spagnola, affronta una doppia avventura nella massima divisione messicana, la Primera División de México. Giocando dapprima per i Jaguares de Chiapas, meglio noti come Chiapas, per poi passare al Santos Laguna, con cui gioca fino alla fine del 2017. Terminata l'esperienza oltreoceano, nel gennaio del 2018, fa ritorno al Rayo Vallecano, con cui vince il campionato di Segunda División, ottenendo così la promozione in Primera División. Nonostante ciò, al termine della stagione, non gli viene rinnovato il contratto rimanendo svincolato. Il 12 ottobre 2018, firma un contratto fino a fine stagione con l'Ibiza.

### Nazionale
Ha vinto il campionato mondiale Under-20 che si è svolto nei Paesi Bassi nel 2005.

## Palmarès

### Club

#### Competizioni nazionali
- Segunda Division: 1

Rayo Vallecano: 2017-2018

### Nazionale
- Campionato mondiale Under-20: 1

Olanda 2005